# Eduardo Barroca
Eduardo de Souza Ney Barroca (Río de Janeiro, Estado de Río de Janeiro, Brasil; 22 de abril de 1982) es un entrenador de fútbol brasileño. Actualmente dirige al CRB.

## Trayectoria
Inició su carrera en el Flamengo en 2000, trabajando como preparador físico de la categoría sub-13. En 2003 se trasladó al Madureira, siendo nombrado subdirector.
La primera experiencia gerencial de Barroca ocurrió con Sendas en 2007, cuando estaba a cargo de los menores de 17 años; al año siguiente fue nombrado director del primer equipo. 
En 2009 se incorporó al Pão de Açúcar EC como asistente.
En enero de 2011, tras un breve período como técnico sub-17 del Corinthians, se incorporó al Bahia, trabajando como asistente de Rogério Lourenço. El 9 de febrero de 2011, fue entrenador interino del club durante la derrota por 2-0 en el Campeonato Baiano ante el Camaçari, ya que Lourenço fue despedido.
Barroca actuó como interino de Bahía en otras ocho ocasiones, siendo también el técnico más joven en ganar un partido de la Serie A después de derrotar al Flamengo el 4 de septiembre de 2011, con tan solo 29 años. El 18 de mayo de 2013, dejó el club y posteriormente regresó a Sendas (ahora llamado Audax Rio) para trabajar como subdirector de los menores de 20 años. En enero siguiente, se incorporó al Botafogo como subdirector permanente del primer equipo.
El 2 de junio de 2014 fichó por Fluminense para trabajar como coordinador. El 5 de enero siguiente, fue nombrado asistente de Doriva en Vasco da Gama.
El 1 de marzo de 2016 regresó al Botafogo, siendo nombrado entrenador de la categoría sub-20. El 29 de mayo de 2018, regresó al Corinthians, también como entrenador sub-20.El 14 de abril de 2019 fue anunciado como entrenador del Fogão, en sustitución del despedido Zé Ricardo. Sin embargo, el 6 de octubre fue despedido tras una mala racha de resultados y se hizo cargo del Atlético Goianiense ocho días después.
En diciembre de 2019, tras llevar al Atlético a la máxima categoría, abandonó el club y fue nombrado entrenador de otro equipo recién ascendido, el Coritiba, el 20 de diciembre. Fue despedido el 20 de agosto siguiente, ya que el club ocupaba el último lugar de la liga.
Barroca se hizo cargo del Vitória en la Segunda División el 7 de octubre de 2020. Abandonó el club el 27 de noviembre para volver a su antiguo equipo Botafogo, en el lugar de Ramón Díaz, pero fue destituido el 6 de febrero siguiente, tras el descenso del club.
El 27 de mayo de 2021 regresó al Atlético Goianiense, en reemplazo de Jorginho.Se marchó de mutuo acuerdo el 27 de septiembre, después de sólo una victoria en los últimos diez partidos.
El 13 de febrero de 2022, fue nombrado entrenador del Avaí, también de la máxima categoría.El 12 de septiembre, con el club en zona de descenso, fue despedido, y regresó a Bahia, a la segunda división, el 2 de octubre.El 6 de noviembre, tras lograr el ascenso a la máxima categoría, dejó su cargo en el club brasileño.
El 24 de abril de 2023, reemplazó a Gustavo Morínigo al frente del Ceará, pero fue destituido el 28 de junio tras una serie de malos resultados.Cinco días más tarde, inició su segunda etapa en el Avaí.No obstante, fue relevado de sus funciones en abril de 2024 después de un mal comienzo en la temporada.
El 17 de diciembre de 2024, fue nombrado entrenador del Mirassol.En febrero de 2025, fue destituido de su cargo tras dos meses en el cargo.
En marzo de 2025, asumió al frente del CRB.

## Estadísticas
- Datos actualizados al último partido dirigido el 17 de diciembre de 2024.

| Club                | País   | Año           | PD | PG | PE | PP | Efectividad |
| ------------------- | ------ | ------------- | -- | -- | -- | -- | ----------- |
| Bahia (interino)    | Brasil | 2011-2013     | 8  | 7  | 1  | 0  | 91.67%      |
| Botafogo            | Brasil | 2019          | 27 | 10 | 3  | 14 | 40.74%      |
| Atlético Goianiense | Brasil | 2019-2020     | 9  | 3  | 5  | 1  | 51.85%      |
| Coritiba            | Brasil | 2020          | 22 | 11 | 3  | 8  | 54.55%      |
| Vitória             | Brasil | 2020          | 9  | 1  | 5  | 3  | 29.63%      |
| Botafogo            | Brasil | 2020-2021     | 9  | 1  | 1  | 7  | 14.81%      |
| Atlético Goianiense | Brasil | 2021          | 25 | 7  | 11 | 7  | 42.67%      |
| Avaí                | Brasil | 2022          | 34 | 8  | 10 | 16 | 33.33%      |
| Bahia               | Brasil | 2022          | 6  | 2  | 4  | 0  | 55.55%      |
| Ceará               | Brasil | 2023          | 13 | 6  | 3  | 4  | 53.84%      |
| Avaí                | Brasil | 2023-2024     | 43 | 16 | 14 | 13 | 48.06%      |
| Mirassol            | Brasil | 2025          | 11 | 5  | 1  | 5  | 48.48%      |
| CRB                 | Brasil | 2025-presente | 0  | 0  | 0  | 0  | 0%          |

## Palmarés

#### Campeonatos regionales
| Título           | Club  | Año  |
| ---------------- | ----- | ---- |
| Copa do Nordeste | Ceará | 2023 |